# 联盟TMA-7
联盟TMA-7（俄语：Союз ТМА-7）是俄罗斯联盟计划中联盟号宇宙飞船的第94次飞行，本次任务将两名远征12任务宇航员和一名太空游客送往国际空间站。其中，俄罗斯宇航员瓦列里·托卡列夫是指令长，美国宇航员威廉·麦克阿瑟是飞行工程师，美国企业家格雷戈里·奥尔森是太空游客。

## 乘员
| 岗位           | 发射乘组                               | 返回乘组                              |
| -------------- | -------------------------------------- | ------------------------------------- |
| 指令长         | 瓦列里·托卡列夫, RKA 远征12 第2次飞行  | 瓦列里·托卡列夫, RKA 远征12 第2次飞行 |
| 飞行工程师     | 威廉·麦克阿瑟, NASA 远征12 第4次飞行   | 威廉·麦克阿瑟, NASA 远征12 第4次飞行  |
| 太空飞行参与者 | 格雷戈里·奥尔森, SA 第1次飞行 太空游客 | 马科斯·庞特斯, AEB 第1次飞行          |

## 任务细节
联盟TMA-7飞船于2005年10月1日在哈萨克斯坦境内的拜科努尔发射场成功发射。2005年11月18日，托卡列夫和麦克阿瑟驾驶联盟TMA-7飞船，将其从码头号对接舱移到曙光号功能货舱上，以保证顺利从码头号对接口钻出进行太空行走任务。2005年3月20日，两名宇航员驾驶飞船离开空间站曙光号功能货舱，与星辰号服务舱重新完成对接，为空间站4月1日迎接联盟TMA-8载人飞船让出了曙光号功能货舱对接口。
莫斯科时间2006年4月8日20时28分，联盟TMA-7飞船与国际空间站星辰号服务舱分离，约2个半小时后开始减速，20分钟后飞船轨道舱、仪器舱和返回舱分离并进入地球大气层。返回舱在距离地面10公里处打开降落伞，最终于23时47分在哈萨克斯坦阿尔卡雷克市东北部着陆。